# 劉昌明
劉 昌明（りゅう まさあき、1974年10月2日 - ）は、韓国出身のミュージカル俳優である。劇団四季所属。本名はユ・チャンミン。

## 略歴
釜山大学校卒業後四季への入団以前も劇団に所属し、数多くのミュージカルに出演した経験を持つ。
2003年の劇団四季創立50周年記念オーディションに合格。四季での初舞台は2004年『ライオンキング』でのアンサンブル。『キャッツ』横浜公演で、最も多くスキンブルシャンクスを演じた俳優である。

## 出演作品
- ジーザス・クライスト＝スーパースター（アンサンブル、ヘロデ王）
- キャッツ（スキンブルシャンクス）
- ライオンキング（アンサンブル、ムファサ（日・韓両公演））
- ユタと不思議な仲間たち（ヒノデロ）
- リトルマーメイド（アンサンブル）